# North Collins (Nowy Jork)
North Collins – miasto w Stanach Zjednoczonych, w stanie Nowy Jork, w hrabstwie Erie.

## Historia
Obszar ten został zasiedlony w 1809 roku, ale samo miasto zostało założone w 1852 roku pod nazwą "Town of Shirley". W 1953 roku miasteczko zmieniło nazwę na tę obecną, North Collins.
W miejscowości znajduje się historyczna stodoła "Gamel Hexadecagon Barn", która została, w 1984 roku, wpisana do Narodowego Rejestru Miejsc Historycznych.